# توپولف تو-۸۰
توپولف تو-۸۰ (به انگلیسی: Tupolev Tu-80) یک هواگرد ساختِ کارخانهٔ توپولف در کشور اتحاد جماهیر سوسیالیستی شوروی است. این هواگرد برای نخستین بار در ۱ دسامبر ۱۹۴۹ میلادی مورد استفاده قرار گرفت.